# Gustaf Hagberg
Gustaf Hagberg, född 5 augusti 1882 i Göteborgs Kristine församling, Göteborg, död 9 november 1936 i Göteborgs Vasa församling, Göteborg, var en svensk grosshandlare och initiativtagare till lyxtelegrammen.
Hagberg var en av grundarna till Svenska nationalföreningen mot tuberkulos år 1904. Han föreslog Telegrafverket att lyckönskningstelegram skulle skrivas ut på speciellt komponerade blanketter och att den extra avgiften skulle delas mellan Nationalföreningen och Telegrafverket, senare Televerket. Den 16 augusti 1912 avsändes det första lyxtelegrammet. Det blev populärt att sända lyckönskningar och ibland även kondoleanser med telegram och redan år 1913 sändes 280 000 lyxtelegram. Lyxblanketten kostade i början 35 öre, varav Nationalföreningen fick 20 öre och Telegrafverket 15 öre.
Hagberg verkade i firman P.A.Hagberg, Fisktorget Göteborg, tillsammans med sin bror. Han var gift två gånger 1) Ebba 1911–1921 och 2) Ingrid Kristina Brink. Gustaf Hagberg är begravd på Östra kyrkogården i Göteborg.